# Sexualkapital
Als Sexualkapital (auch erotisches Kapital oder sexuelles Kapital) wird der soziale Wert eines Individuums als Funktion seiner sexuellen Anziehungskraft bezeichnet.
So wie andere Kapitalformen ist auch Sexualkapital konvertierbar und kann hilfreich sein beim Erwerb sozialen oder ökonomischen Kapitals.
Basierend auf der Humankapital-Theorie des Nobelpreisträgers Gary Becker hatte Michael Grossman 1972 den Begriff des „Gesundheitskapitals“ entwickelt. Robert Michael erweiterte diesen um den Aspekt des Sexualkapitals und postuliert, wenn ein Individuum seine sexuelle Anziehungskraft einsetze, handele es sich um eine rationale Investitionsentscheidung, für die es eine Rendite erwarte.
Neben dieser wirtschaftswissenschaftlichen Betrachtungsweise hat das Sexualkapital auch eine soziologische Dimension. So definiert Adam Green nach Bourdieu Sexualkapital als die Gesamtheit der Attribute eines Individuums, die eine erotische Auswirkung auf andere haben. Dazu können sowohl unveränderliche Merkmale wie Körpergröße und Hautfarbe gehören als auch künstlich erworbene, etwa durch Fitnesstraining oder plastische Chirurgie. In dieser Betrachtungsweise ist Sexualkapital weniger Individualkapital als vielmehr Eigenschaft des sozialen Feldes.
Demgegenüber behandelt Catherine Hakim Sexualkapital ohne Feldbezug als viertes persönliches Vermögen, neben ökonomischem, kulturellem und sozialem Kapital. Sie argumentiert, erotisches Kapital sei über Sexualität und private Beziehungen hinaus relevant in Gebieten wie Werbung und Politik.